# Nevada Barr
Nevada Barr (Yerington, 1º marzo 1952) è una scrittrice statunitense.

## Biografia
Nata a Yerington nel 1952 dai piloti di aerei Mary e Dave Barr, dopo gli studi al Cal Poly San Luis Obispo College of Engineering, si è laureata all'Università della California, Irvine.
Dopo aver lavorato come attrice per il teatro e la televisione, è diventata guardaparco e ha prestato servizio al Parco nazionale dei Monti Guadalupe e in molte altre riserve.
Dopo aver esordito nella narrativa gialla nel 1984 con il romanzo Bittersweet, ha ottenuto notorietà nel 1993 con Track of the Cat, prima indagine della serie avente per protagonista la ranger Anna Pigeon grazie alla quale ha ottenuto numerosi riconoscimenti tra i quali il Premio Barry per il miglior romanzo nel 2001 con Deep South.

## Opere principali

### Serie Anna Pigeon
- Track of the Cat (1993)
- A Superior Death (1994)
- Ill Wind (1995)
- Firestorm (1996)
- Endangered Species (1997)
- Blind Descent (1998)
- Liberty Falling (1999)
- Deep South (2000)
- Blood Lure (2001)
- Hunting Season (2002)
- Flashback (2003)
- High Country (2004)
- Hard Truth (2005)
- Winter Study (2008)
- Borderline (2009)
- Burn (2010)
- The Rope (2012)

### Altri romanzi
- Bittersweet (1984)
- 13 1/2 (2009)
- What Rose Forgot (2019)

### Novelle
- Summer and Smoke and Murder (2011)
- G.D.M.F.S.O.B. (2012)

## Premi e riconoscimenti
- Premio Agatha per il miglior romanzo d'esordio: vincitrice nel 1994 con Track of the Cat
- Premio Dilys: finalista nel 1995 con A Superior Death e nel 1999 con Blind Descent
- Prix du roman d'aventures: vincitrice nel 1997 con Firestorm
- Premio Barry per il miglior romanzo: vincitrice nel 2001 con Deep South